# Parque nacional y reserva de la Bahía de los Glaciares
El Parque Nacional y Reserva de la Bahía de los Glaciares (en inglés Glacier Bay National Park and Preserve)  es un parque nacional de los Estados Unidos, y también una reserva, localizado en la costa del océano Pacífico de Alaska. La parte más llamativa del parque es una bahía del sudeste de Alaska. Se extiende de norte a sur y de noroeste a sudeste por unos 105 kilómetros, y tiene una anchura de entre 5 y 30 km.

## Historia
El área alrededor de la bahía de los Glaciares (Glacier Bay), al sureste de Alaska, fue proclamada monumento Nacional el 5 de febrero de 1925. Más tarde, en 1980 recibió la denominación parque nacional y reserva de la Bahía de los Glaciares mediante la aprobación por el Congreso de la «ley de conservación de lugares de interés nacionales de Alaska» («Alaska National Interest Lands Conservation Act»). En 1986, la Unesco proclamó el área como Reserva de la Biosfera, y en 1992 fue incorporada al Patrimonio de la Humanidad, dentro del sitio transfronterizo denominado Kluane / Wrangell-St Elias / Glacier Bay / Tatshenshini-Alsek.

## Geografía
El parque ocupa una extensión de 13 287 km², de los cuales 10.784 km² se consideran zona salvaje. 
No hay carreteras que penetren en el parque y la forma más fácil de acceder a él es a través del los ferries del Servicio Nacional de Parques —que llegan atravesando  el Cross Sound o el estrecho Icy— o mediante  avión, usando la pista de la localidad de Gustavus. Pese a las malas comunicaciones, 380 000 visitantes se acercan al parque cada año. 
La bajada de los glaciares desde las cumbres nevadas hasta la bahía crea uno de los mejores paisajes del mundo para observar la creación de icebergs. El glaciar más famoso de la bahía es el glaciar Muir de 3 kilómetros de movimiento por año y 80 metros de espesor. Hasta 1750 la bahía era un inmenso glaciar. 
El explorador George Vancouver descubrió el estrecho Icy, en el sur de la bahía, al chocar con una placa de hielo en 1794. En esa época, la bahía Glacier estaba cubierta de hielo por completo. En 1879, el naturista John Muir descubrió que el hielo se había retirado de la bahía. En 1916 el gran Glaciar Pacífico se encontraba a 100 kilómetros de distancia de la boca de la bahía. Este es el mayor retroceso documentado. Los científicos están investigando la relación entre el cambio climático y el retroceso de los glaciares.
La bahía de los Glaciares contiene dieciséis glaciares, doce de los cuales alcanzan la línea costera y se desprenden, formando icebergs. Entre la fauna de la región se encuentran los osos, ciervos, ballenas, cabras montesas y aves acuáticas.

## Galería

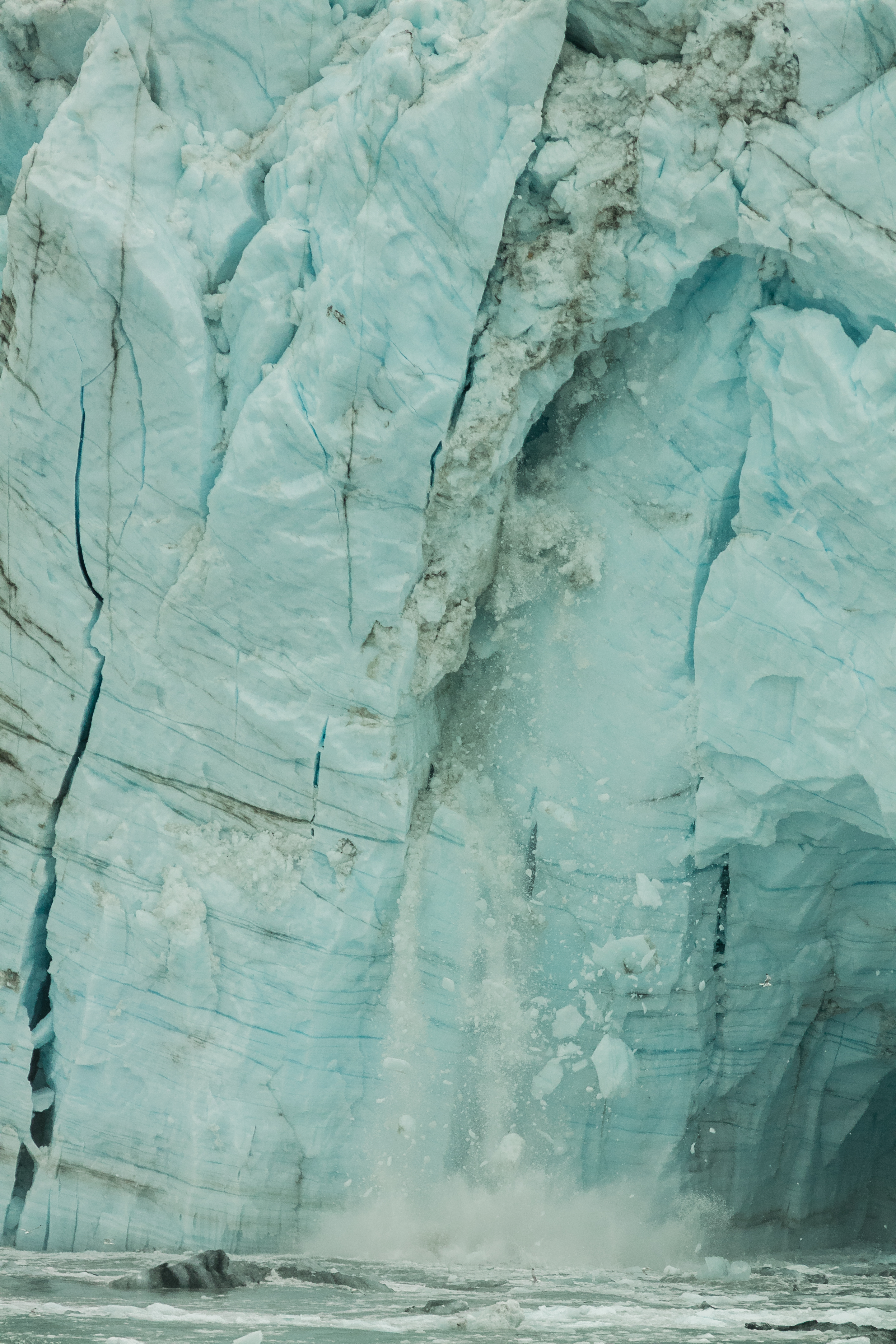
Desprendimiento en el glaciar Margerie.
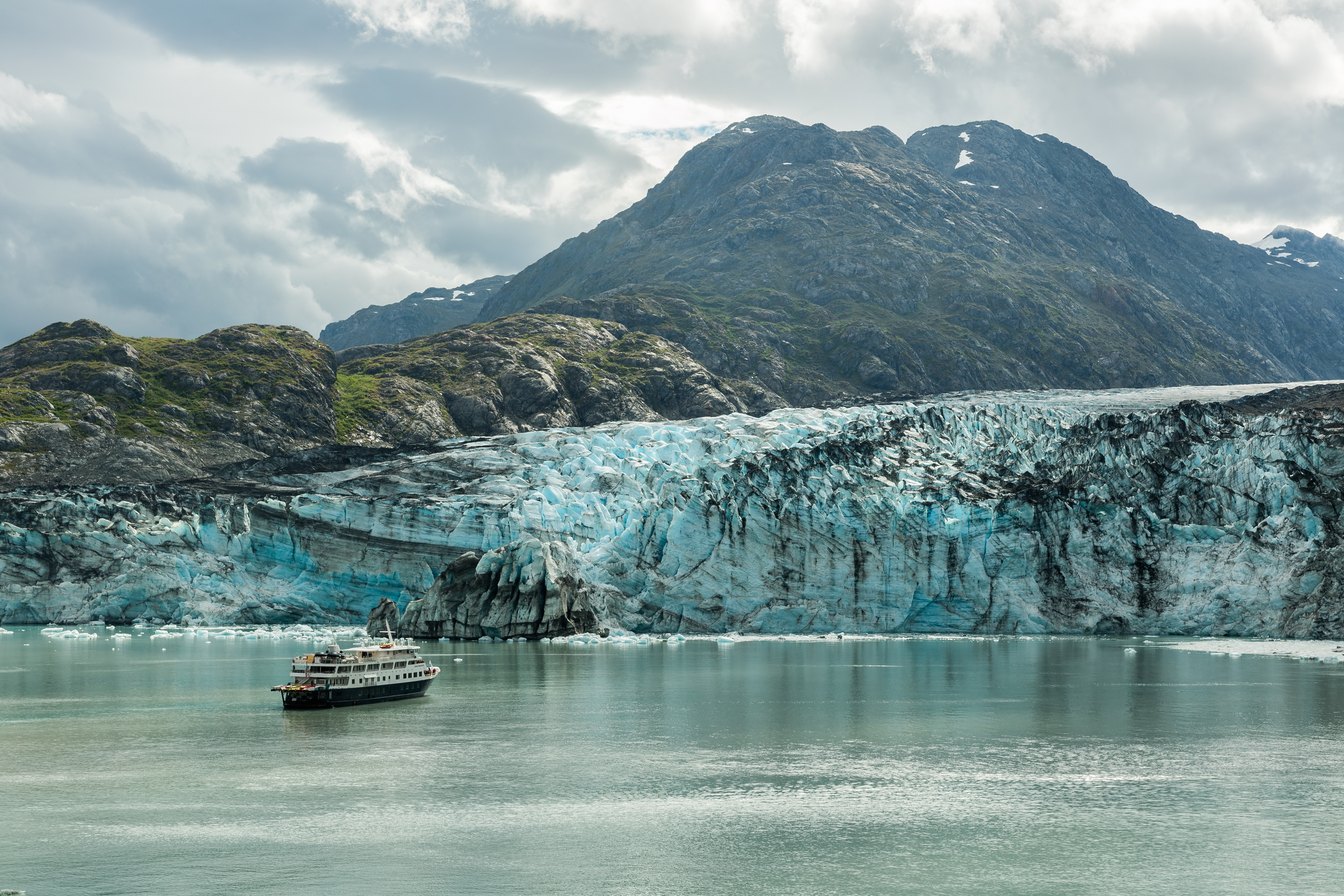
Glaciar Johns Hopkins,.
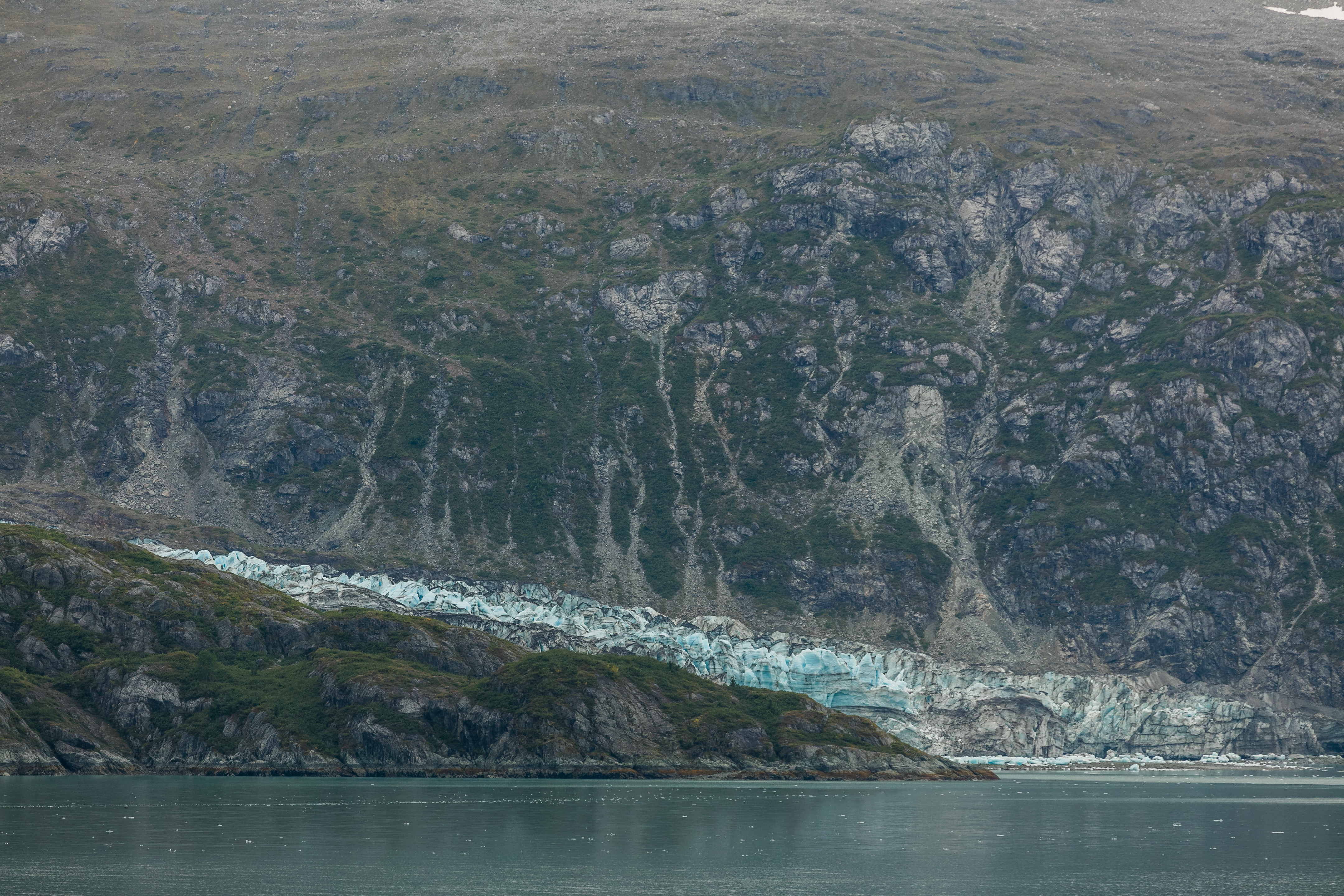
Glaciar Johns Hopkins.
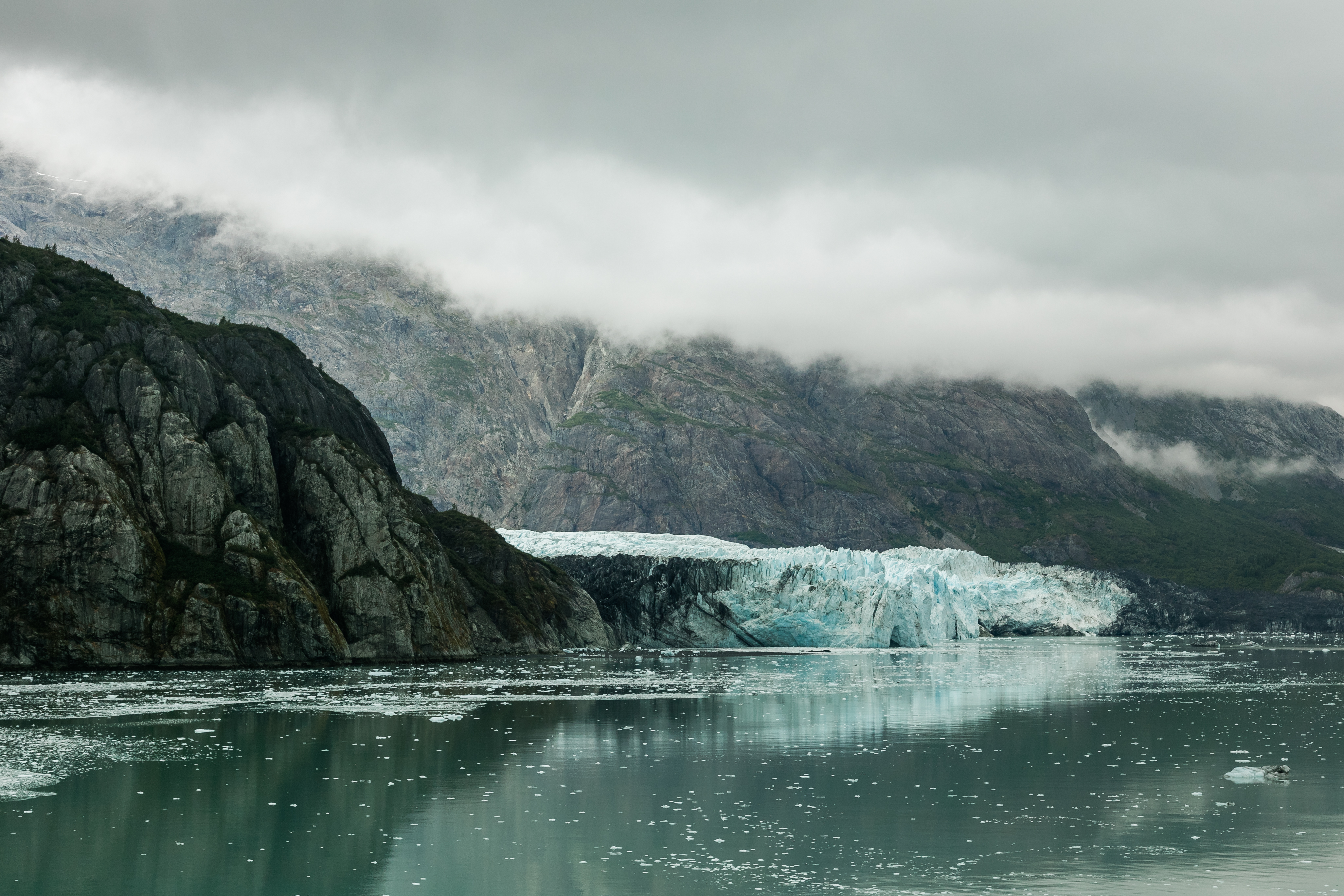
Glaciar Margerie.
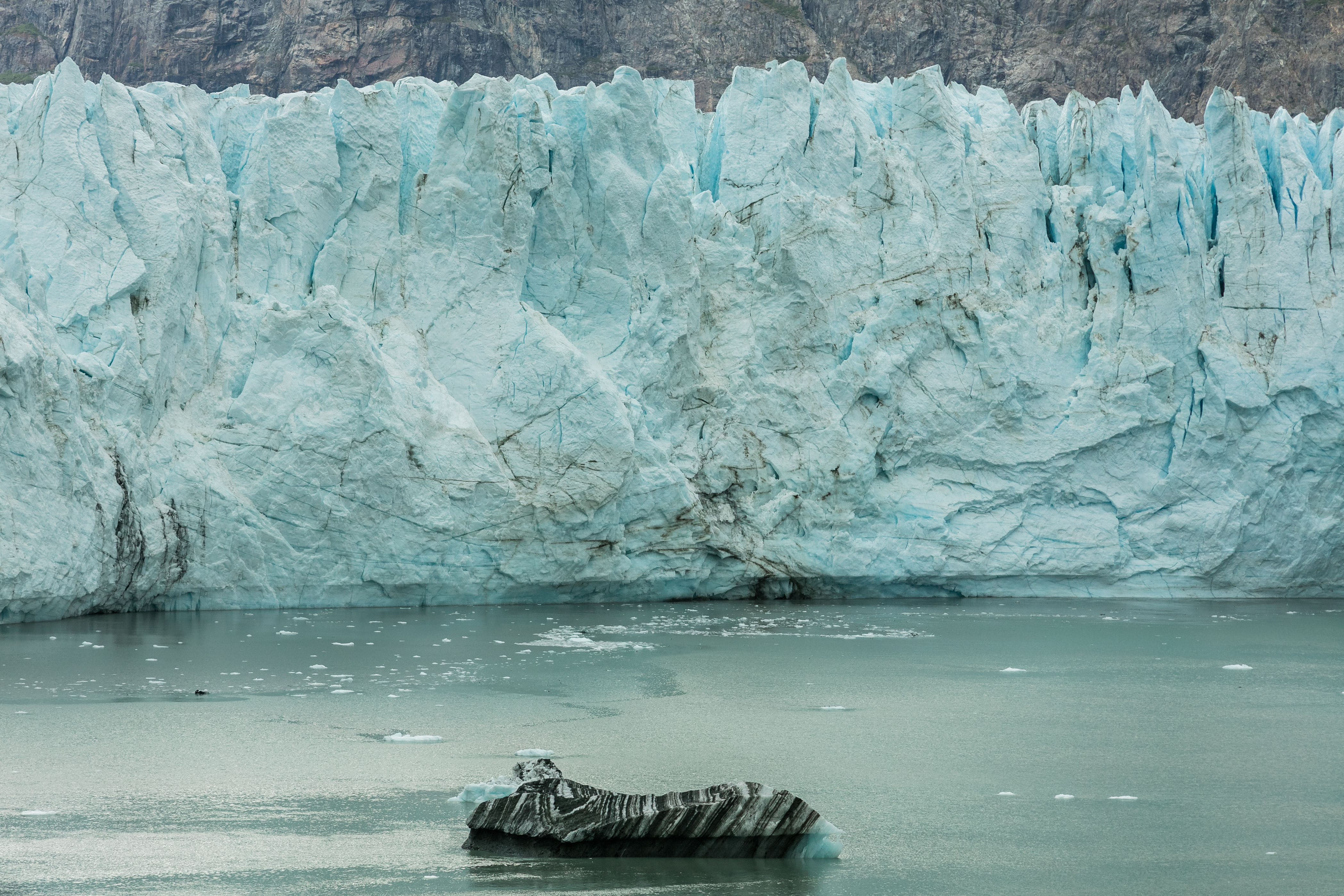
Glaciar Margerie.
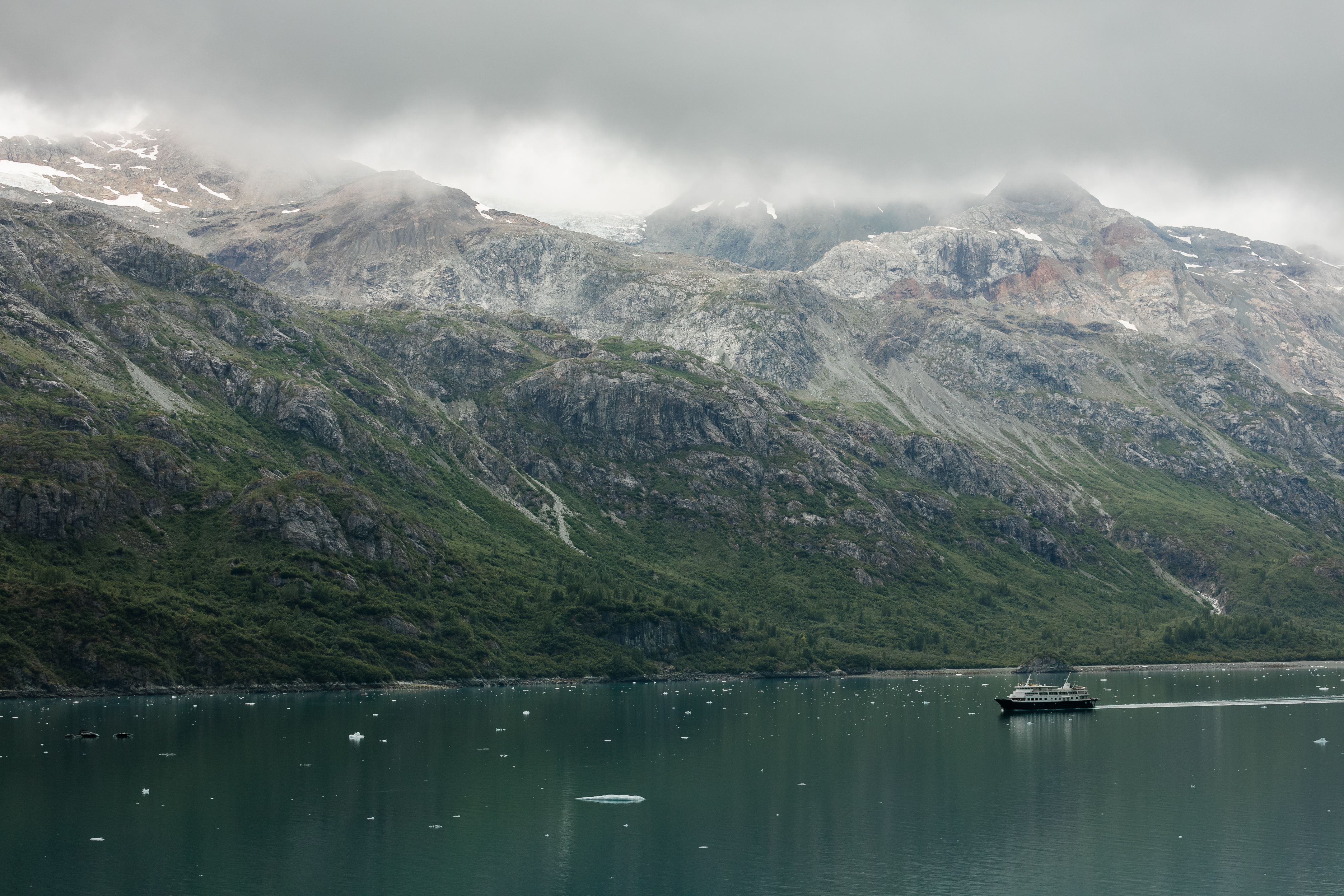
Navío Safari Endeavour.
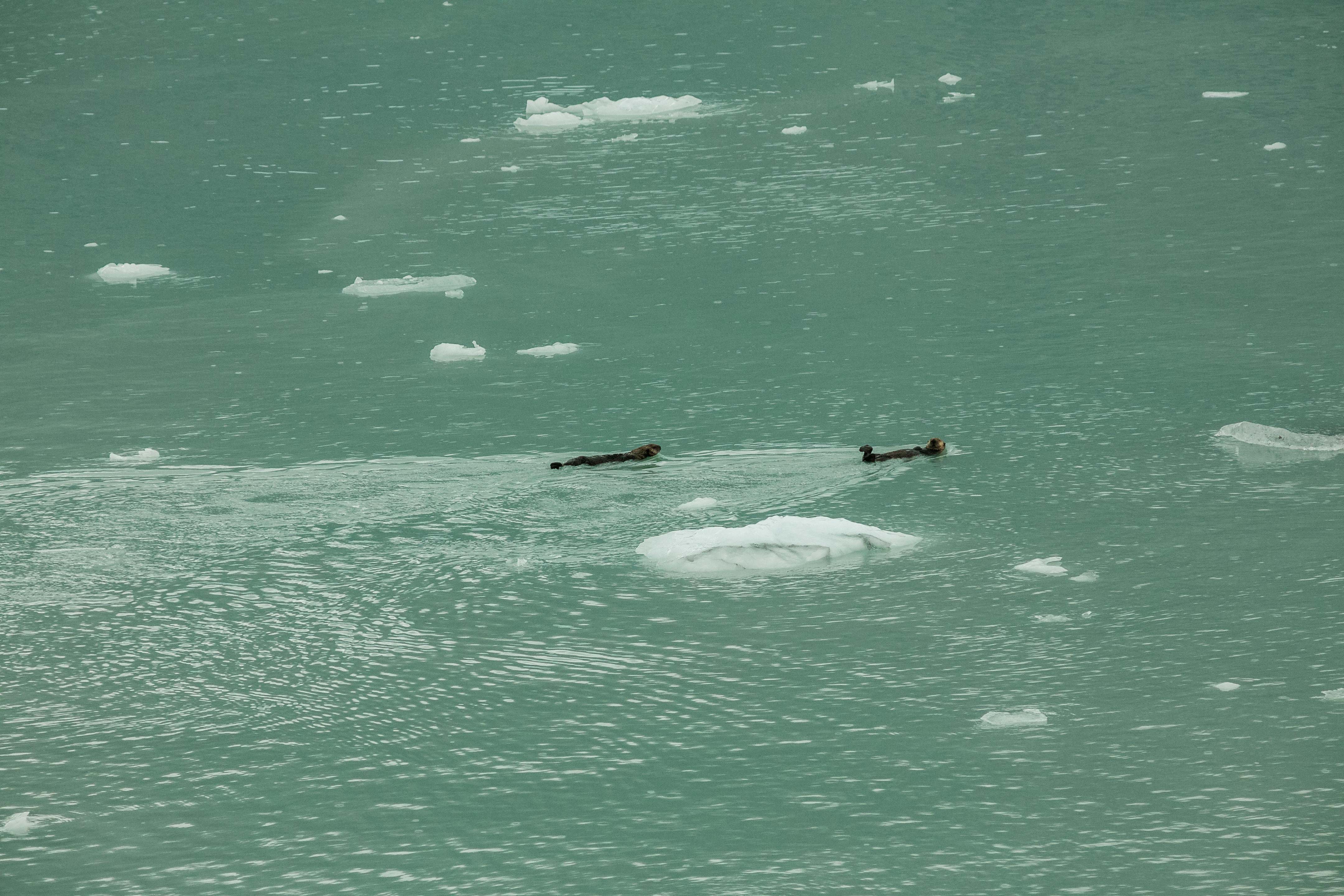
Nutrias marinas (Enhydra lutris).
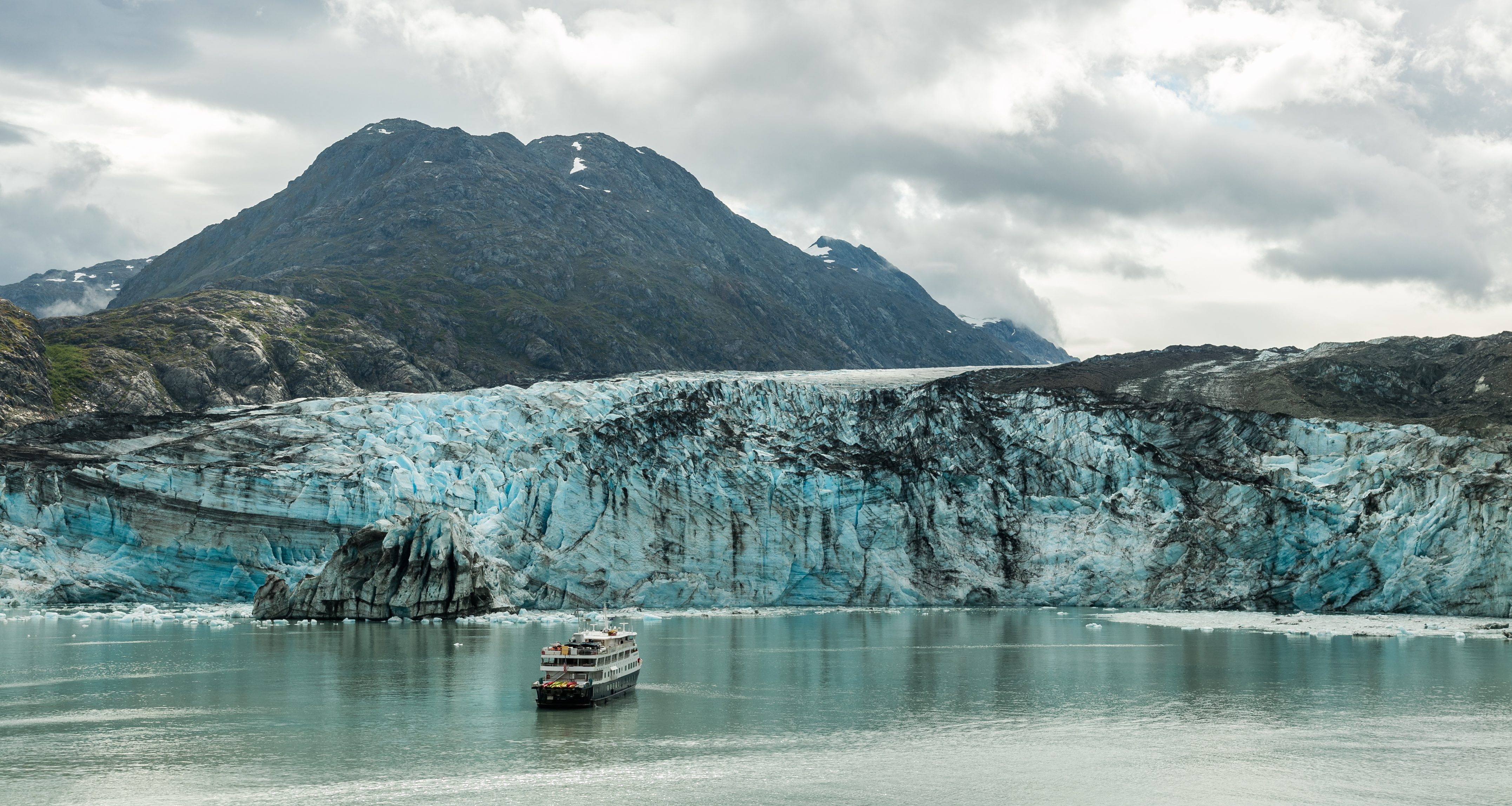
Glaciar Lamplugh.